# Slipstream (literatura)
Slipstream é um tipo de ficção fantástica ou não-realística que cruza as fronteiras convencionais de gênero entre a ficção científica/fantasia e a ficção literária convencional.

## Histórico
O termo slipstream foi criado pelo escritor de cyberpunk Bruce Sterling, num artigo publicado originalmente em SF Eye #5, Julho de 1989. Ele escreveu: "...este é um tipo de escrita que simplesmente faz você se sentir muito estranho; o modo como viver no século XX faz você se sentir, se você é uma pessoa de certa sensibilidade". A ficção slipstream tem consequentemente sido citada como "a ficção da estranheza", a qual é uma definição tão clara quanto quaisquer outras em uso. Escritores de ficção científica como James Patrick Kelly e John Kessel, editores da Feeling Very Strange:The Slipstream Anthology, argumentam que a dissonância cognitiva está no coração do slipstream, e que este é menos um gênero do que um efeito literário, como horror ou comédia.

## Classificação
O slipstream recai entre a ficção especulativa e a ficção convencional. Enquanto alguns romances slipstream empregam elementos de ficção científica ou fantasia, nem todos o fazem. O fa(c)tor comum que unifica estas composições literárias é algum grau de surreal, de não inteiramente real ou decididamente anti-real. Alguns autores que costumam ser classificados nesta corrente podem ter estilos tão diversos quanto os de Paul Auster, Margaret Atwood, Douglas Coupland, Angela Carter, Steve Erickson, Karen Joy Fowler, Robert F. Jones, Haruki Murakami, Christopher Priest, Steve Aylett, Jan Wildt, J. G. Ballard, Jorge Luis Borges e William S. Burroughs.
Os filmes Memento, Being John Malkovich e Intacto e as séries de TV Lost, Life on Mars e The Singing Detective poderiam ser considerados exemplos recentes de slipstream.